# Ainitas Hun
Ainitas Hun ist eine osttimoresische Aldeia. Sie liegt im Osten des Sucos Lahane Ocidental (Verwaltungsamt Vera Cruz, Gemeinde Dili). In Ainitas Hun leben 469 Menschen (2015). „Ai-nitas“ ist der Name der tropischen Kastanie auf Tetum, „ai“ bedeutet „Baum“.

## Lage und Einrichtungen
Ainitas Hun grenzt im Süden an die Aldeias Rai Cuac und Hospital Militar, im Westen an die Aldeia Correio und im Norden an die Aldeia Bela Vista. Im Osten befindet sich der Suco Lahane Oriental.
In Ainitas Hun befindet sich die Grundschule Alto Hospital, beziehungsweise „EBF Taur Matan Ruak“.